# Phymosia
Genre
Classification phylogénétique
Phymosie - Phymosia - est un genre de la famille des Malvaceae.

## Description
Outre les caractères généraux des Malvacées, ce genre est défini par les caractéristiques suivantes :
- le fruit est une capsule renflée ;
- le calice est double, extérieur triphylle et intérieur quinquélobé (cinq carpelles) ;
- les carpelles sont indifférenciés dans leurs parties inférieures ou supérieures ;
- chaque carpelle porte plusieurs graines - deux ou trois -.

Les espèces de ce genre ont presque toutes été aussi classées dans le genre Sphaeralcea ainsi que dans le genre Ilamna. Leur position taxinomique reste encore à ce jour relativement incertaine. Il en résulte une abondante synonymie.

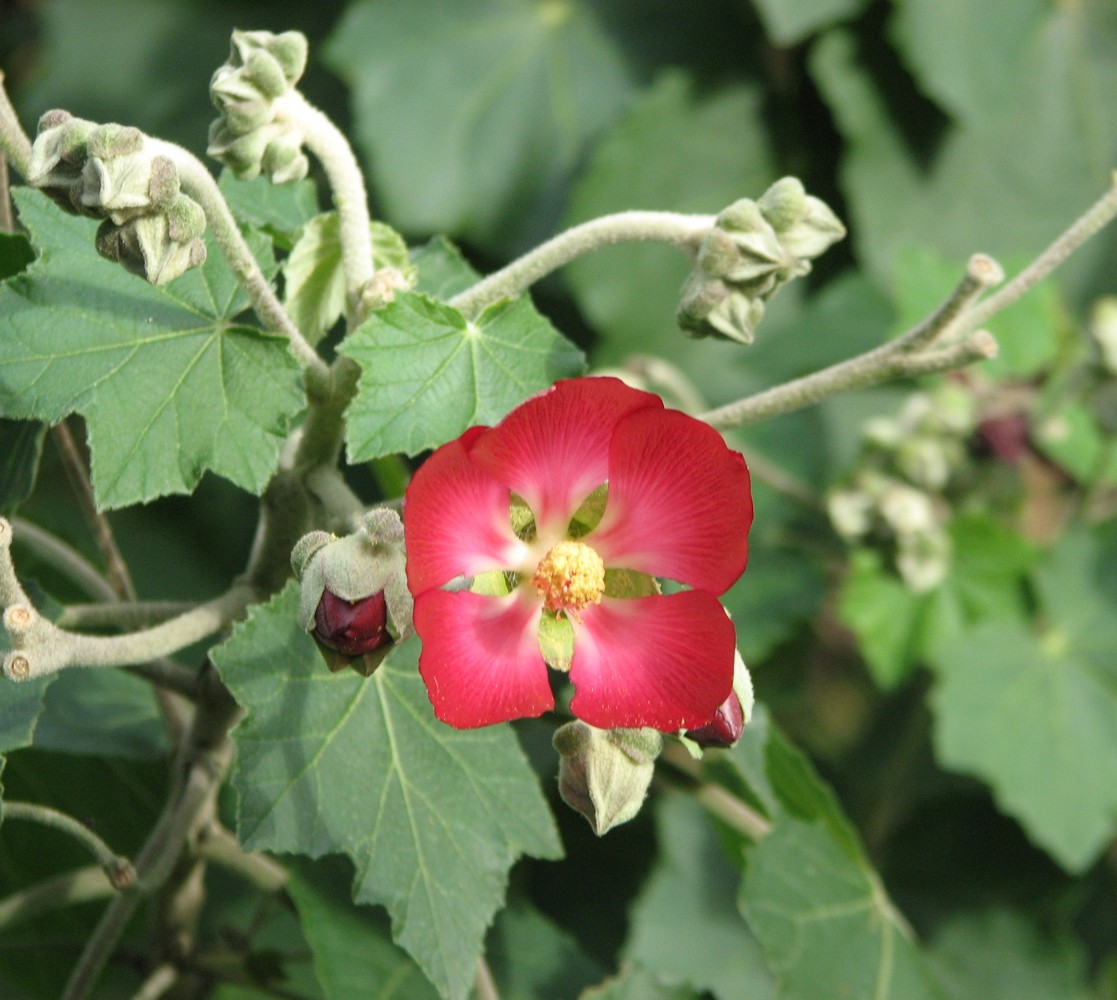
Phymosia umbellata
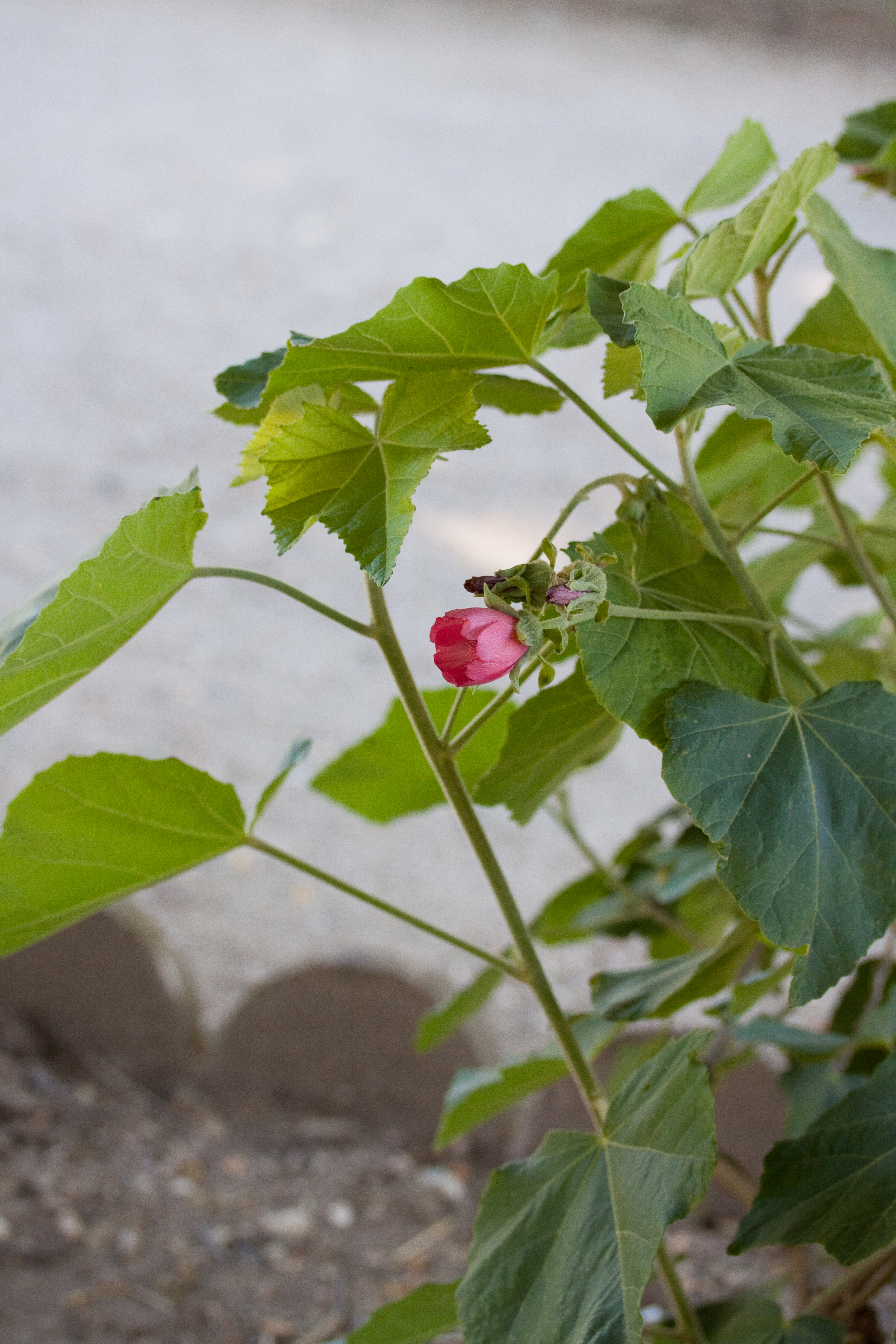
Phymosia umbellata

## Liste des espèces
Cette liste est issue des index IPNI et Tropicos en date de juillet 2011.
- Phymosia abutiloides (L.) Ham. (1825) - synonyme : Malva abutiloides L.
- Phymosia acerifolia (Nutt. ex Torr. & A.Gray) Rydb. (1913) : voir Iliamna rivularis (Douglas) Greene - synonymes : Iliamna acerifolia (Nutt. ex Torr. & A.Gray) Greene, Malva rivularis Douglas, Phymosia rivularis (Douglas) Rydb., Sphaeralcea acerifolia Nutt. ex Torr. & A.Gray, Sphaeralcea rivularis (Douglas) Torr., Sphaeroma rivulare (Douglas) Kuntze
- Phymosia anomala Fryxell (1972)
- Phymosia crandallii (Rydb.) Rydb. (1913) - synonymes : Iliamna crandallii (Rydb.) Wiggins, Sphaeralcea crandallii Rydb.
- Phymosia crenulata (Brandegee) Fryxell (1972) - synonyme : Sphaeralcea crenulata Brandegee
- Phymosia cuspidata (A.Gray) Britton (1913) : voir Sphaeralcea angustifolia (Cav.) G.Don - synonymes : Sphaeralcea angustifolia var. cuspidata A.Gray, Sphaeralcea angustifolia subsp. cuspidata (A.Gray) Kearney, Sphaeralcea cuspidata (A.Gray) Britton
- Phymosia floribunda (Schltdl.) Fryxell (1972) - synonymes : Malva floribunda (Schltdl.) Steud., Sphaeroma floribunda Schltdl.
- Phymosia grandiflora (Rydb.) Rydb. (1913) : voir Iliamna grandiflora (Rydb.) Wiggins - synonyme : Sphaeralcea grandiflora Rydb.
- Phymosia longisepala (Torr.) Rydb. (1913) - synonymes : Iliamna longisepala (Torr.) Wiggins, Sphaeralcea longisepala Torr.
- Phymosia pauciflora (Baker f.) Fryxell (1972) - synonyme : Sphaeralcea floribunda var. pauciflora Baker f.
- Phymosia remota (Greene) Britton (1913) - synonymes : Iliamna remota Greene, Sphaeralcea remota (Greene) Fernald
- Phymosia rivularis (Douglas) Rydb. (1913) : voir Iliamna rivularis (Douglas) Greene - synonymes : Iliamna acerifolia (Nutt. ex Torr. & A.Gray) Greene,  Malva rivularis Douglas, Phymosia acerifolia (Nutt. ex Torr. & A.Gray) Rydb., Sphaeralcea acerifolia Nutt. ex Torr. & A.Gray, Sphaeralcea rivularis (Douglas) Torr., Sphaeroma rivulare (Douglas) Kuntze
- Phymosia rosea (Sessé & Moc. ex DC.) Kearney (1949) - synonymes : Malva rosea Sessé & Moc. ex DC., Malvastrum roseum (Sessé & Moc. ex DC.) Hemsl., Sphaeralcea rosea (Sessé & Moc. ex DC.) G.Don, Sphaeroma roseum (Sessé & Moc. ex DC.) Schltdl., Sphaeralcea umbellata var. rosea (Sessé & Moc. ex DC.) Baker f.
- Phymosia rzedowskii Fryxell (1972)
- Phymosia umbellata (Cav.) Kearney (1949) - synonymes : Malva umbellata Cav., Sphaeralcea umbellata (Cav.) G.Don, Sphaeroma umbellatum (Cav.) Schltdl.